# Edmond Willekens
Edmond Willekens (7 ottobre 1916 – ...) è stato un cestista belga.

## Carriera
Con il Belgio ha preso parte alle Olimpiadi di Berlino 1936.